# Majblomfluga
Majblomfluga (Epistrophella euchroma) är en tvåvingeart som först beskrevs av Kowarz 1885.  Majblomfluga ingår i släktet majblomflugor, och familjen blomflugor. Arten är reproducerande i Sverige.